# Niedźwiedź (stacja kolejowa)
Niedźwiedź – stacja kolejowa w Polanowicach, w województwie małopolskim, w Polsce. Na stacji zatrzymują się pociągi osobowe do Kielc i Krakowa.

## Ruch pasażerski[1]
| Rok  | Wymiana pasażerska na dobę |
| ---- | -------------------------- |
| 2017 | 200-299                    |
| 2018 | 200-299                    |
| 2019 | 200-299                    |
| 2020 | 150-199                    |
| 2021 | 150-199                    |
| 2022 | 200-299                    |
| 2023 | 200-299                    |